# Warszewo (wieś)
Warszewo (niem. Judendorf, 1936–45 Hermannswalde; dawn. pol. Żydowo) – wieś w Polsce, położona w województwie warmińsko-mazurskim, w powiecie elbląskim, w gminie Młynary.
W latach 1975–1998 miejscowość administracyjnie należała do województwa elbląskiego.